# 维塞普
维塞普（法語：Wiseppe）是法国默兹省的一个市镇，属于凡尔登区（Verdun）斯特奈县（Stenay）。该市镇总面积5.69平方公里，2009年时的人口为115人。

## 人口
维塞普人口变化图示